# Mohamed Hussein Roble
Mohamed Hussein Roble (Hobyo, 1963) é o atual primeiro ministro da Somália desde 23 de setembro de 2020. Antes de entrar para a política, foi membro da Organização Internacional do Trabalho e engenheiro ambiental.